# Taenidia montana
Taenidia montana là một loài thực vật có hoa trong họ Hoa tán. Loài này được (Mack.) Cronquist miêu tả khoa học đầu tiên năm 1982.